# Kavala AirSea Show
Kavala AirSea Show is een jaarlijkse vliegshow die sinds 2011 wordt gehouden boven de haven van Kavala, Griekenland. Aan de show doen verschillende soorten vliegtuigen, helikopters en parachutisten uit heel Europa en het Midden-Oosten mee, waaronder de Saudi Hawks uit Saudi-Arabië en het F-16-demoteam van de Griekse luchtmacht.
De eerste vliegshow in 2011 (zonder de particpatie van de maritieme clubs) was een eendaagse show. In 2012 werd het een driedaagse show. In 2013 werd het een "AirSea Show" met deelname van de maritieme clubs.
De slogan van het evenement is: "We steken onze hoofden omhoog!"
In 2018 werd de show gehouden op 29 juni, 30 juni en 1 juli. Het evenement werd in 2019 en 2020 geannuleerd.

## Galerij

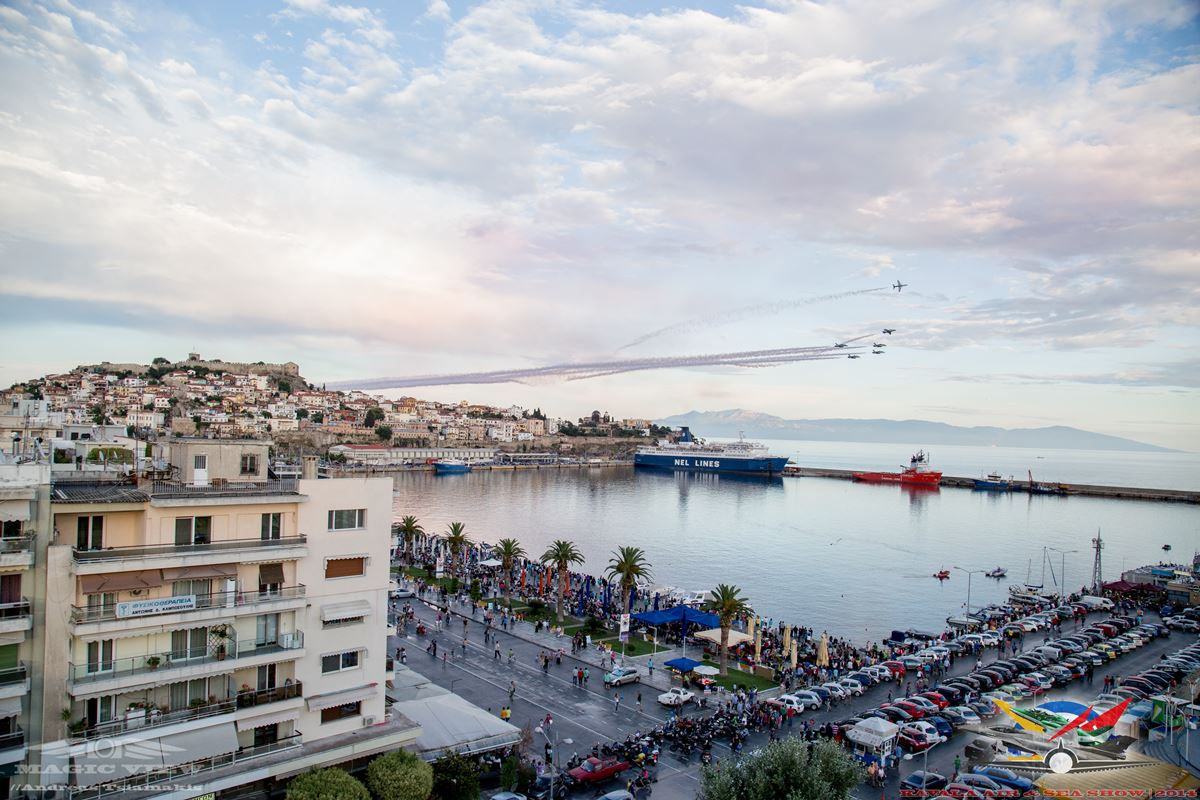
Zicht op Kavala (vanaf persplek) tijdens de demonstratie van Saudi Hawks (AirSea Show 2014)
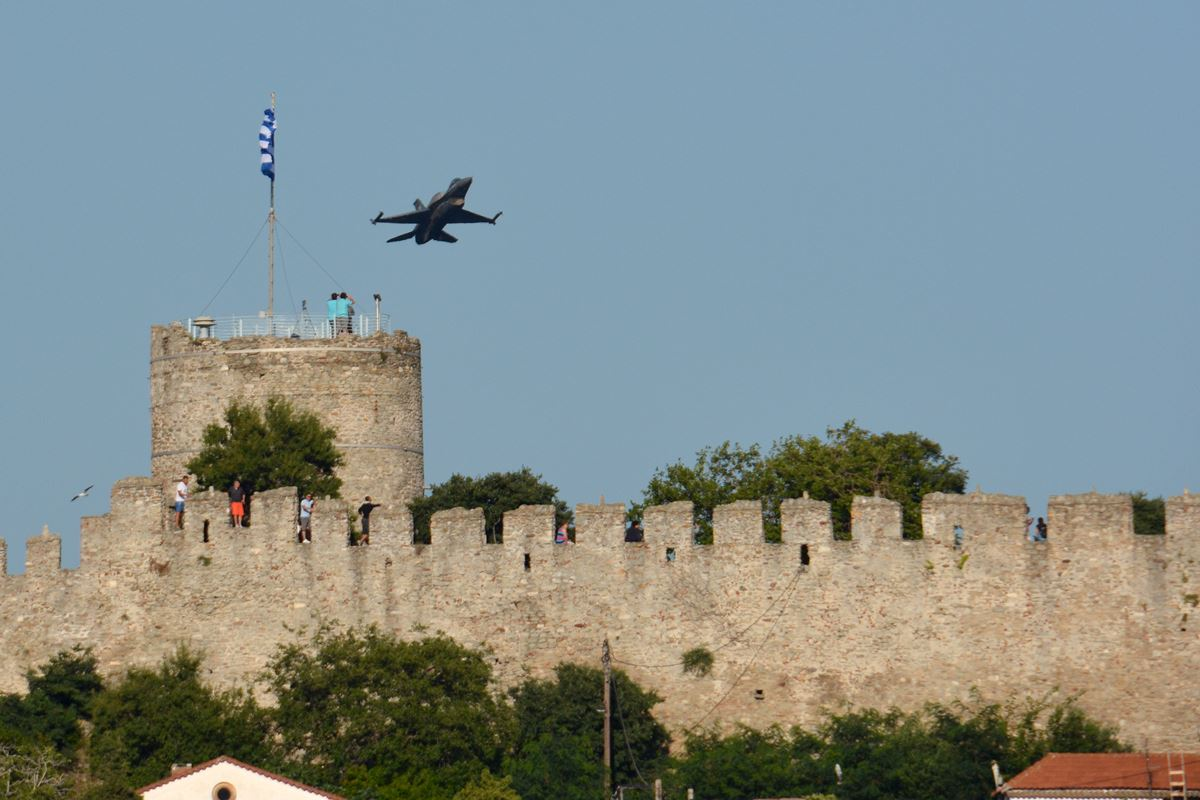
F-16 Block 52+ (van het Griekse F-16 Demo Team "Zeus") vliegt over het Byzantijnse fort van Kavala (AirSea Show 2014)
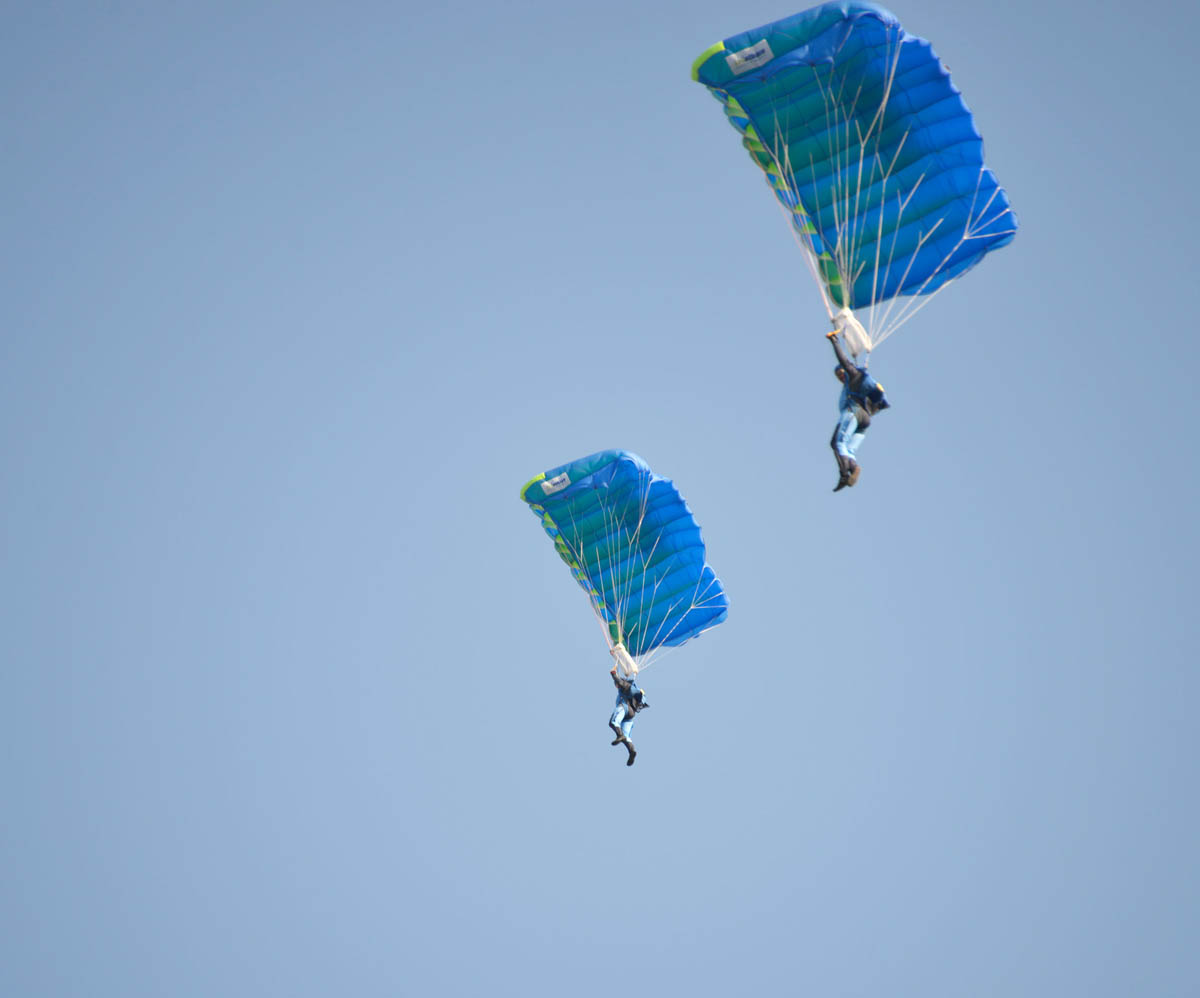
Leden van de "BLUE WINGS" parachutespringende groep uit Roemenië die afdaalt naar de haven van Kavala (AirSea Show 2013)
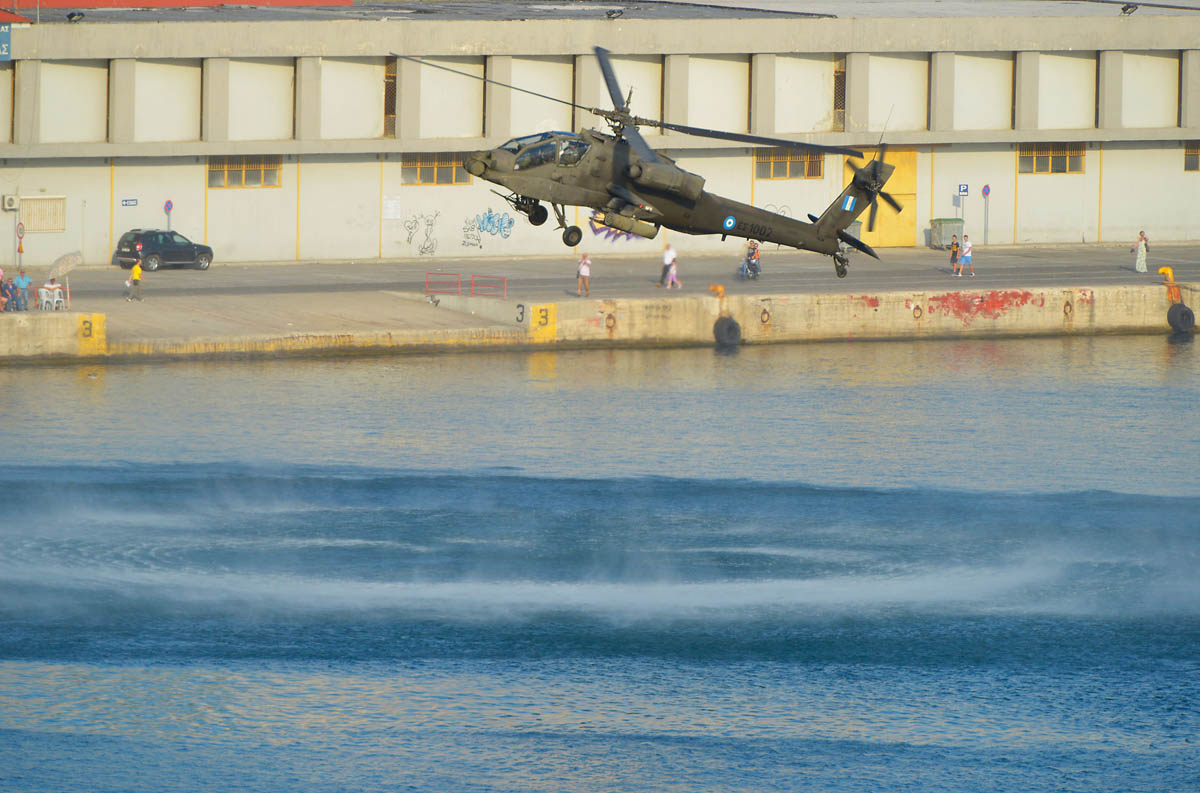
Een AH-64 Apache van de Helleense luchtmacht die een paar meter boven de zeespiegel in de haven van Kavala vliegt (Kavala AirSea Show 2013)